# Phellopsis imurai
Phellopsis imurai is een keversoort uit de familie somberkevers (Zopheridae). De wetenschappelijke naam van de soort werd in 1990 gepubliceerd door Masumoto.